# 연세대학교 원주박물관
연세대학교 원주박물관(延世大學校 原州博物館, Yonsei Univeristy Wonju Museum)은 2001년 설립된 강원특별자치도 원주시에 소재한 대학 박물관이다. 연세대학교 미래캠퍼스가 설립, 운영하고 있으며, 원주시 관내 유일한 대학 박물관이다.

## 이용 안내
- 관람 시간 : 10:00 ~ 16:00 (토요일과 공휴일, 휴교일은 휴관)
- 관람료 : 무료
- 연세대학교 미래캠퍼스 청송관 내 위치

## 같이 보기
- 연세대학교 미래캠퍼스
- 연세대학교 박물관